# Euspilotus burgeoisi
Euspilotus burgeoisi är en skalbaggsart som först beskrevs av Desbordes 1920.  Euspilotus burgeoisi ingår i släktet Euspilotus och familjen stumpbaggar. Inga underarter finns listade i Catalogue of Life.